# Ganadalu, Chikmagalur
Ganadalu là một làng thuộc tehsil Chikmagalur, huyện Chikmagalur, bang Karnataka, Ấn Độ.